# Peru International Series 2024
Die Peru International Series 2024 im Badminton fand vom 16. bis zum 20. Oktober 2024 in Lima statt. Es war die sechste Austragung der Veranstaltung.

## Sieger und Platzierte
| Disziplin    | Gold                                           | Silber                             | Bronze                                                |
| ------------ | ---------------------------------------------- | ---------------------------------- | ----------------------------------------------------- |
| Herreneinzel | Misha Zilberman                                | Jonathan Matias                    | Kevin Cordón                                          |
| Herreneinzel | Misha Zilberman                                | Jonathan Matias                    | Luis Montoya                                          |
| Dameneinzel  | Juliana Viana Vieira                           | Chloe Hoang                        | Vanessa Maricela Garcia Contreras                     |
| Dameneinzel  | Juliana Viana Vieira                           | Chloe Hoang                        | Nikte Sotomayor                                       |
| Herrendoppel | Izak Batalha Matheus Voigt                     | Fabrício Farias Davi Silva         | Christopher Martínez Jonathan Solís                   |
| Herrendoppel | Izak Batalha Matheus Voigt                     | Fabrício Farias Davi Silva         | João Mendonça Kauan Figueroa Sttocco                  |
| Damendoppel  | Jaqueline Lima Sâmia Lima                      | Diana Corleto Soto Nikte Sotomayor | Maria Clara Lopes Lima Maria Julia Da Cruz Nascimento |
| Damendoppel  | Jaqueline Lima Sâmia Lima                      | Diana Corleto Soto Nikte Sotomayor | Naomi Junco Vasquez Analia Yi Ordoñez                 |
| Mixed        | Luis Montoya Miriam Jacqueline Rodriguez Perez | Fabrício Farias Jaqueline Lima     | José Guevara Inés Castillo                            |
| Mixed        | Luis Montoya Miriam Jacqueline Rodriguez Perez | Fabrício Farias Jaqueline Lima     | Timothy Lock Chloe Hoang                              |